# Електровакуумна лампа

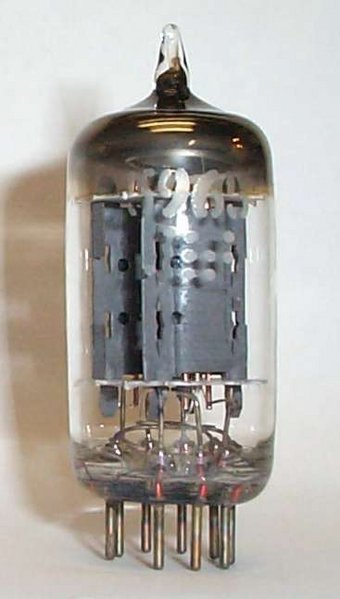
Електронна лампа

Електрова́куумна ла́мпа, електро́нна ла́мпа, радіолампа — електровакуумний прилад, призначений для різноманітних перетворень електричних величин шляхом керування утвореним в середині потоком електронів за допомогою потенціалів керівних сіток.
Радіолампи масово використовували у ХХ столітті як активні елементи електронної апаратури (підсилювачів, генераторів, детекторів, перемикачів тощо). Сьогодні практично повністю витіснені напівпровідниковими приладами. Іноді ще застосовуються у потужних високочастотних передавачах і аудіотехніці.

## Принцип дії

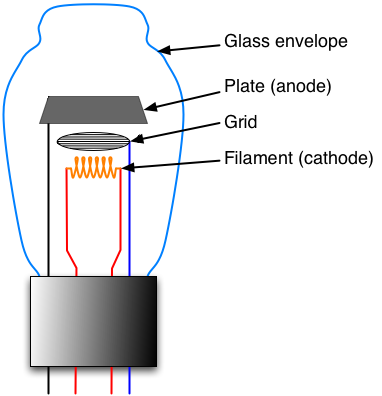
Glass envelope — скляна колба, Filament (cathode) — нитка (катод), Grid — сітка, Plate (anode) — анодна пластина

Принцип роботи базується на емісії електронів з підігрітого катода до анода. Інтенсивність потоку електронів з катода регулюється сітками. У електровакуумній лампі емісія електронів відбувається у вакуумі, розжарена поверхня катода забезпечує кращу емісію електронів.

## Історія створення
В 1883 році Томас Едісон, експериментуючи з лампою розжарення, встановив в ній додатковий електрод — анод. Коли на розжарену нитку (катод) був поданий від'ємний потенціал, а на анод позитивний потенціал, через лампу пішов електричний струм, що створювали електрони, які емітував гарячий катод, за який правила нитка розжарювання. Це був перший електровакуумний діод. Він пропускав струм тільки в одному напрямі і широко використовувався для перетворення змінного струму в постійний. Для керування потоком електронів в балоні лампи між катодом і анодом почали поміщати металеві сітки, змінюючи електричний потенціал яких можна змінювати величину струму, що протікає через лампу.
У 1905 році цей «ефект Едісона» став основою британського патенту Джона Флемінга на «прилад для перетворення змінного струму в постійний» — першу електронну лампу, що відкрила століття електроніки.
У 1906 році американський інженер Лі де Форест увів в лампу третій електрод — сітку (і, таким чином, створивши тріод). Така лампа могла працювати як підсилювач струму, а в 1913 році на її основі був створений автогенератор.
Пік розквіту («золота ера») лампової схемотехніки припав на 1935-1950-ті роки.

## Конструкція

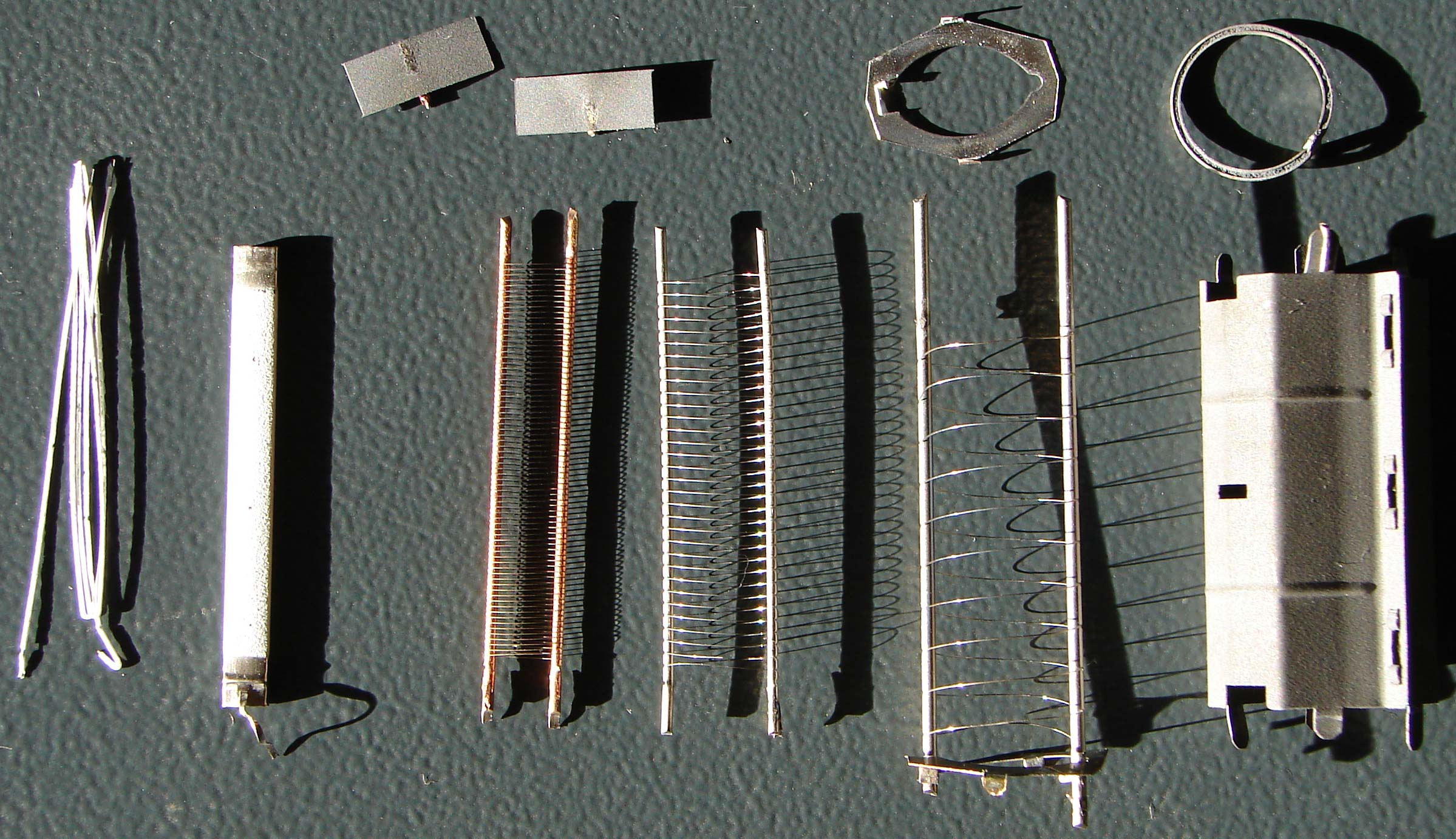
Елементи електронної лампи (пентода):
Нитка розжарення, катод, три сітки і анод. Вгорі — елементи кріплення і кільце з поглиначем залишків повітря.

Електронні лампи зазвичай мають два і більше електродів: катод, анод і сітки.

### Катод
Для того, щоб забезпечити емісію електронів з катода, його додатково підігрівають. За способом підігріву катоди поділяються на катоди прямого і непрямого розжарення.
Катод прямого розжарення являє собою металеву нитку з металу, що має високий питомий електричний опір. Струм розжарення проходить безпосередньо через катод. Лампи прямого розжарення споживають меншу потужність, швидше розігріваються, в них відсутня проблема забезпечення електричної ізоляції між катодом і ниткою розжарення (ця проблема є істотною у високовольтних кенотронах). Однак, зазвичай вони мають менший термін служби, при використанні в сигнальних колах вимагають живлення постійним струмом, а в ряді схем їхнє застосування є неможливим через вплив різниці потенціалів на різних ділянках катода на роботу лампи. Лампи прямого розжарення часто називають «батарейним», оскільки вони широко застосовувалися в апаратурі з автономним живленням; але прямонакальний катод застосовується і в потужних генераторних лампах. Там він являє собою не нитку, а досить товстий стержень.
Катод непрямого розжарення являє собою циліндр, всередині якого розміщено нитку розжарення (підігрівач), електрично ізольовану від катода. Такі лампи називаються лампами непрямого розжарення. Їх підігрівач споживає набагато більшу потужність, ніж катод прямого розжарення, лампа виділяє багато тепла, вимагає помітного часу для прогріву (десятки секунд). Проте, площу катода такиз ламп можна зробити набагато більшою (а значить, збільшити струм, що протікає через лампу), катод є ізольованим від джерела живлення підігрівача (це знімає деякі схемотехнічні обмеження, властиві лампам прямого розжарення), живити підігрівач здебільшого можна змінним струмом (порівняно масивний катод добре згладжує коливання температури і фон змінного струму є незначним).
Для полегшення емісії електронів, катоди ламп зазвичай активують, тобто покривають тонким шаром речовини, що має відносно малу роботу виходу: торій, барій та їх сполуки. Активуючий шар в процесі роботи поступово руйнується і лампа втрачає емісію. Чисто металеві катоди (наприклад, у потужних лампах з великою щільністю струму катода) роблять з вольфраму.

### Анод

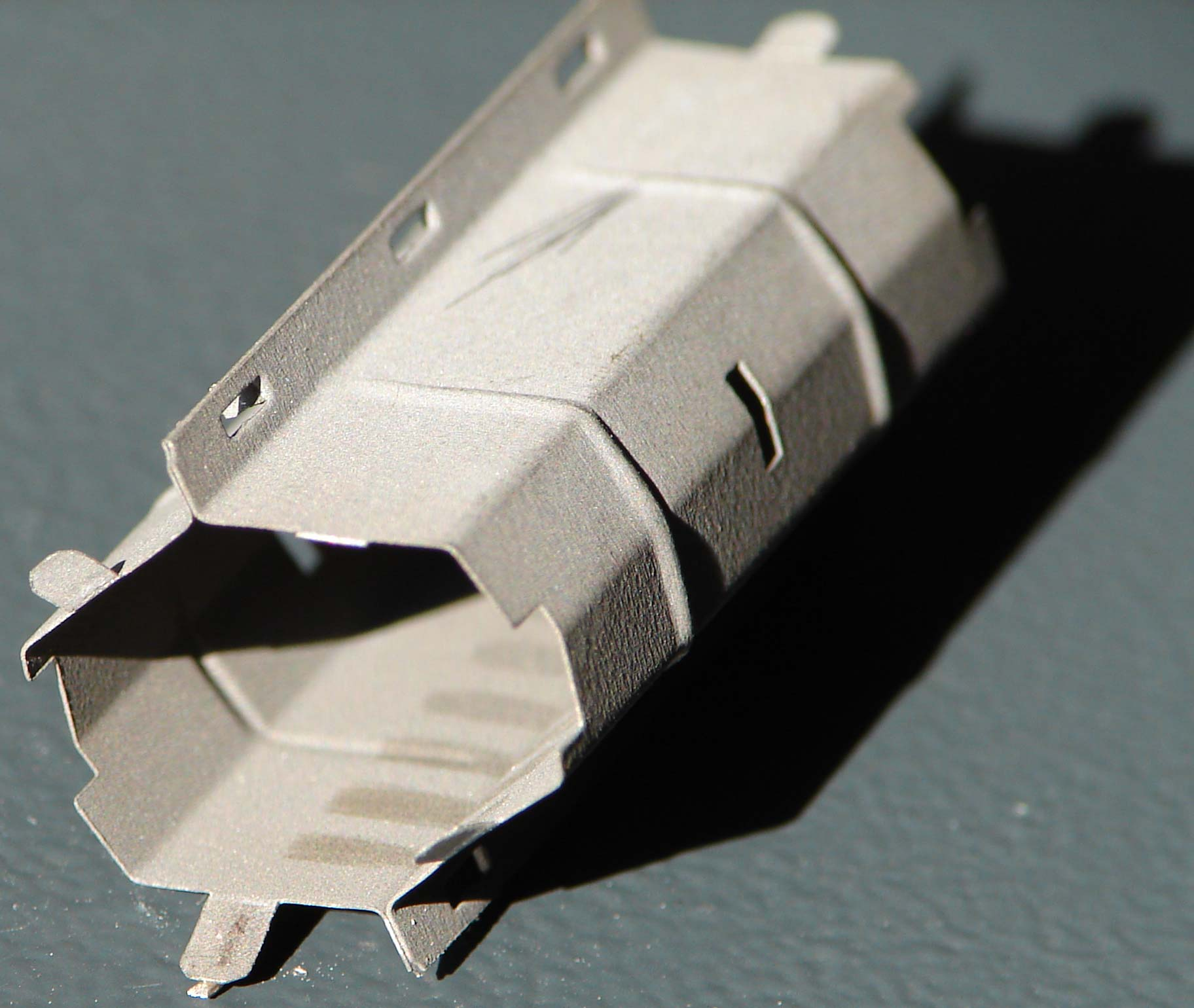
Анод електронної лампи

Анод — позитивний електрод. Зазвичай виконується у формі коробочки, що оточує катод і сітку та має форму циліндра або паралелепіпеда. У потужних лампах анод може мати ребра або «крильця» для відводу тепла. Виготовляється з нікелю або молібдену, іноді з танталу і графіту.

### Сітка
Між катодом і анодом розташовуються сітки, які служать для управління потоком електронів і усунення побічних явищ, що виникають при русі електронів від катода до анода. Сітка являє собою решітку з тонкого дроту або дротяну спіраль, навитої на кілька підтримувальних стійок (траверс). У стрижневих лампах роль сіток виконує система з декількох тонких стрижнів, паралельних катоду й аноду, і фізика їх роботи є іншою, ніж в традиційній конструкції.
За призначенням сітки поділяються на такі види:
- Керівна сітка — при зміні напруги на якій можна регулювати силу анодного струму лампи, тим самим змушуючи підсилювати сигнал;
- Екранувальна сітка — усуває паразитний зв'язок між керівною сіткою лампи і анодом. Цю сітку з'єднують з позитивним полюсом джерела анодного живлення.
- Антидинатронна сітка — усуває динатронний ефект, що виникає при прискоренні електронів полем екранувальної сітки. Антидинатронну сітку з'єднують з катодом лампи, іноді таке з'єднання виконується всередині балона лампи.

В залежності від призначення лампи, вона може мати до семи сіток. Залежно від кількості електродів, лампи отримали відповідну назву (два електроди — діод, три — тріод, чотири — тетрод, п'ять — пентод і т.ін.). В деяких варіантах увімкнення багатосіткових ламп окремі сітки можуть виконувати роль анода.

### Балон
Блискуче напилення (гетер), яке можна бачити на склі більшості електронних ламп, виконує подвійну функцію — адсорбують залишкові гази, а також служать індикатором вакууму (багато видів гетера біліють при попаданні повітря в лампу в разі порушення її герметичності). Металеві електроди, що проходять через скляний корпус лампи, повинні бути узгоджені за коефіцієнтом теплового розширення з даною маркою скла і добре змочуватися розплавленим склом. Їх виконують з платини (рідко), ферніко, молібдену тощо.

## Класифікація електронних ламп

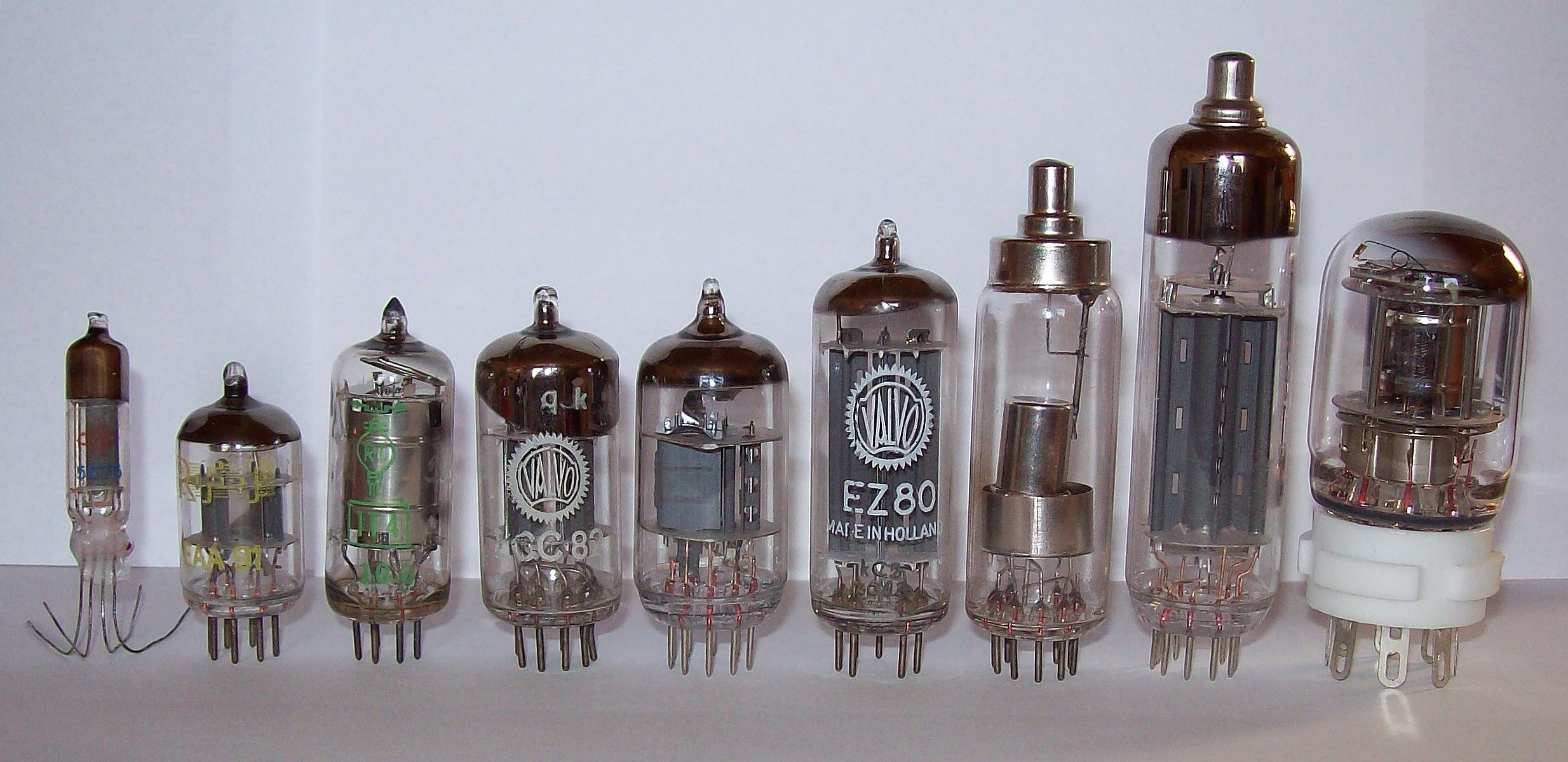
Сучасні вакуумні лампи, переважно мініатюрні.

Електронні лампи поділяються на:
- Залежно від призначення:
  - Генераторні
  - Модуляторні
  - Підсилювальні
  - Перетворювальні
  - Випрямлювальні,
  - Вимірювальні
  - Індикаторні
  - інші

- Залежно від режиму роботи:
  - Безперервного режиму
  - Імпульсні

- Залежно від діапазону частот
  - Низькочастотні (НЧ)
  - Високочастотні (ВЧ)
  - Надвисокочастотні (НВЧ)

- Залежно від кількості електродів
  - Діод — двоелектродні лампи
  - Тріоди — триелектродні лампи
  - Тетроди — чотириелектродні лампи
  - Пентоди — п'ятиелектродні лампи: і т. д.

- Залежно від конструктивного виконання
  - комбіновані (декілька систем електродів з незалежними електронними потоками в одній оболонці, наприклад, подвійний діод, подвійний тріод, тріод-пентод та ін.)
  - ЕЛ з вторинною емісією
  - ЕЛ з прямим або непрямим розжарюванням катода: та ін.

## Позначення на електричних схемах
На рисунках нижче наведені умовні графічні позначення деяких типів вакуумних ламп.

Діод
Тріод
Тетрод
Пентод
Гексод
Гептод
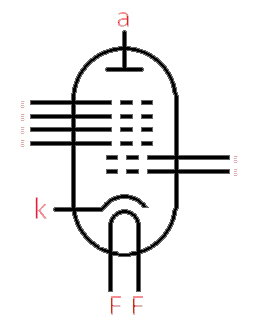
Октод

## Приклади застосування електронних ламп
Такі лампи широко використовували для підсилення і генерації електричних сигналів, а також перетворення частот сигналів. Вакуумні електронні лампи, які сьогодні можна побачити тільки в старих телевізорах і радіоприймачах, були в тому числі елементною базою комп'ютерів першого покоління. Головним недоліком електронних ламп було те, що пристрої на їх основі були досить громіздкими. Для живлення ламп необхідно було підводити додаткову енергію для розжарювання катода (саме він є джерелом електронів, необхідних для утворення струму в лампі), а утворене ними тепло відводити. Блоки перших комп'ютерів містили тисячі ламп, які розміщувалися в металевих шафах і займали багато місця. Важила така машина десятки тонн.
Для забезпечення роботи такої ЕОМ була потрібна електростанція. Для охолоджування машини використовували потужні вентилятори у зв'язку з виділенням лампами величезної кількості тепла.
Незважаючи на чималу кількість недоліків, електронні лампи й досі не витіснені з ринку напівпровідниковими приладами, а продовжують існувати і використовуватись у радіотехнічних та радіоелектронних пристроях. Наприклад, магнетронні і клістронні генератори знаходять застосування у системах радіолокації, космічного зв'язку, надвисокочастотних печах.
Електронні лампи мають високу лінійність модуляційної кривої, тому їх використовують як підсилювальні елементи у сучасній аудіовідтворювальній техніці класу Hi-End. Лампові схеми продовжують також використовувати у підсилювачах для електрогітар. Це зумовлено намаганнями гітаристів отримувати від електрогітари вінтажний звук, як півсторіччя назад. Обробка звуку лампою відрізняється від транзисторної, вона викликає підсилення парних гармонік і, звідси, високо поціновуваний професіоналами «ламповий звук».